# 劉子勛
劉子勛（456年—466年9月19日），字孝德，宋孝武帝劉駿第三子，母为陈淑媛。曾称帝，但不久败亡。

## 生平
他自幼有眼疾不受孝武帝宠爱。大明四年（460年），劉子勛年五岁，封晋安王，食邑二千户，都督南兖州、徐州之东海诸军事、征虏将军、南兖州刺史。大明七年（463年），改督江州、南豫州之晋熙、新蔡、郢州之西阳三郡诸军事、前将军、江州刺史。
大明八年（464年），迁使持节、都督雍、梁、南北秦四州、郢州之竟陵、随二郡诸军事、镇军将军、甯蛮校尉、雍州刺史。正好，孝武帝死，劉子勛还未到任，便以镇军将军还为江州刺史。景和元年（465年），加使持节。前抚军咨议参军何迈是宋文帝刘义隆的驸马，妻子新蔡公主刘英媚被皇帝劉子業纳于后宫，密谋在劉子業出行时发动政变，迎立刘子勋为皇帝。事情败露，何迈被杀。
劉子業本就因为祖父、父皇都是三皇子而忌惮刘子勋，此后愈发欲杀刘子勋，遣朱景云送药赐子勋死。朱景云至盆口，停止不前，遣信使报江州长史邓琬。邓琬與雍州刺史袁顗等奉刘子勋起兵，要废黜劉子業。郢州长史荀卞之奉刺史安陆王刘子绥响应。十一月，湘东王刘彧与皇帝的左右亲信寿寂之合谋，将劉子業弑杀，并继任皇帝，进劉子勋号车骑将军、开府仪同三司。刘子勋的属官们多为此高兴，但邓琬等并不理睬，称刘子勋应该为帝，进号大官的应该是他们。邓琬拒绝刘彧任命，联合袁顗、荀卞之准备抵抗，以刘子勋名义指出孝武帝皇子除了自己外也尚有十三人在世，不该由劉彧继位，指责劉彧弑君篡位杀害前废帝和二皇兄豫章王刘子尚；荆州刺史临海王刘子顼、会稽太守寻阳王刘子房等很快响应。正月初七（466年2月7日）邓琬自称收到太皇太后路惠男密诏，在寻阳城奉劉子勋为帝，年號義嘉，並得到全國州鎮的支持，各地贡品都送到寻阳，并出兵討伐仅控制建康周边的劉彧政權，史稱「義嘉之難」。
但是刘子勋的将领们认为建康缺粮，自己就会崩溃，进展缓慢。劉彧的将领吴喜很快东进夺取会稽周边，俘获刘子房，使得建康有了补给。刘子勋手下安北将军袁顗和豫州刺史刘胡率大军和劉彧的大军在巢湖对峙数月，直到秋季，劉彧的将领张兴世在刘子勋大军上游的錢溪立寨，断其粮道。刘胡试图攻取錢溪重新打通粮道不果，被张兴世和沈攸之打败，和袁顗都逃跑，十多萬大軍溃散投降，刘胡逃回寻阳后自称设置外围防御，实则出走；寻阳乱，没有防御，邓琬又图谋杀了刘子勋自救，反被吏部尚书张悦所杀。先前被囚禁在寻阳的蔡道渊趁机脱锁入城，抓住刘子勋囚禁。八月己卯（466年9月19日），劉子勛被劉彧大將沈攸之捕斬于桑尾牙下，年仅十一岁，即葬寻阳庐山。沈攸之并杀刘子勋母陈淑媛（史料并未明确记载是否被义嘉政权尊为皇太后）。